# Labská
Labská (dříve Krausovy Boudy/Krausebauden) je vesnice, část města Špindlerův Mlýn v okrese Trutnov v Krkonošském národním parku. Nachází se asi 2,5 km na jihozápad od Špindlerova Mlýna. Prochází zde silnice II/295. V roce 2009 zde bylo evidováno 106 adres. V roce 2011 zde trvale žilo 137 obyvatel.
Labská je také název katastrálního území o rozloze 6,99 km2.

## Rekreace
Prochází tudy růžová turistická trasa K11 vedoucí ze Špindlerova Mlýna směrem na Rovinku, dále také zelená trasa a modrá trasa vedoucí na Dolní a Horní Mísečky. V zimě zde lze běžkovat. Turisté v zimě tento svah navštěvují především díky zdejší třísedačkové lanovce která vede do nadmořské výšky 1025 metrů a spadá pod Skiareál Špindlerův Mlýn. Na svahu se nachází dále přibližně pět dalších lanovek, většina již nefunkčních. Když je dostatek sněhu, v zimě se spouští kratší lanovka Krausovy boundy určená hlavně pro děti.

### Ubytování
Na svahu se nachází celkově kolem patnácti ubytovacích zařízení (2017), je tu také několik soukromých chat. Soupis pensionů a hotelů: hotel Pinia, Švýcarská bouda, hotel a pension Amenity, chata Tos, pension Alenka, hotel Nico, chata Labská, pension Labská vyhlídka, chata Labská (2), pension Krakonoš, chata Lovochemie, ubytování u Mikulášů a residence Buffalo.

## Památky a Zajímavosti
Mezi zajímavé stavby a památky oblasti Labská se řadí především zdejší zvonička a křížek. Nachází se zde také mnoho několik stavení, jako například dvě původní roubenky stále nenapojené na elektřinu a vodu nacházející se nad zvoničkou. Na svahu se nachází v zrekonstruované podobě bývalá škola (č.p. 91) či pension Krausovy Boudy, jehož název se odvíjí od názvu obydlí prvních obyvatelů tohoto svahu, kteří sem přišli kolem roku 1550. Nachází se zde také vodní nádrž Labská, vodní nádrž vybudovaná mezi léty 1910–1916 na Labi. Nedaleko obce se nacházejí také vrcholy Harrachova skála (1035 m), Mechovinec (1081 m) nebo Černá skála (1039 m).

### Zvonička
Na svahu v ulici Jelení se nachází zvonička, postavená poprvé v roce 1828. Během své historie několikrát zanikla a byla znovu obnovena. Od roku 2014 má nový zvon a je automatizovaná.

### Křížek
Nedaleko zvoničky se nachází také křížek, který vznikl také v roce 1828. Nejprve byl celokamenný, brzy byl ale nahrazen litinovým. V roce 1892 byly kolem něj vysazeny čtyři duby, další byly spolu s jasany osázeny dále kolem cesty. K roku 1898 došlo k první rekonstrukci, další proběhla v roce 1937. Finanční prostředky poskytovali obytelelé Krausových Bud. Později začal křížek chátrat a v roce 2007 byla v Německu uspořádána sbírka na jeho záchranu. Rekonstrukci provedl kameník Milan Lukeš. K slavnostnímu znovuvysvěcení došlo 8. září 2007 za účasti Theodora Pajaka.

## Doprava
Pod svahem má zastávku autobus, jedoucí nejčastěji do Vrchlabí, v letní a zimní sezóně je zde skibus zdarma.

## Fotogalerie

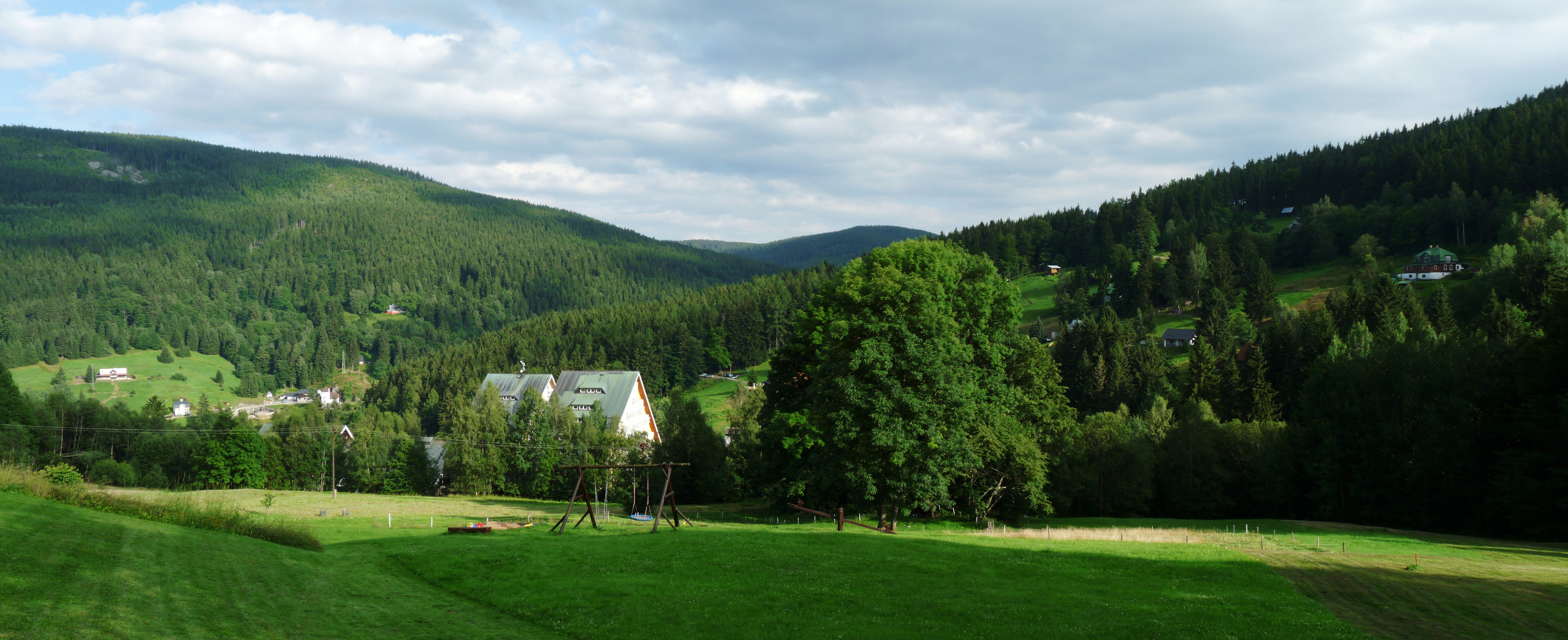
Labská stráň
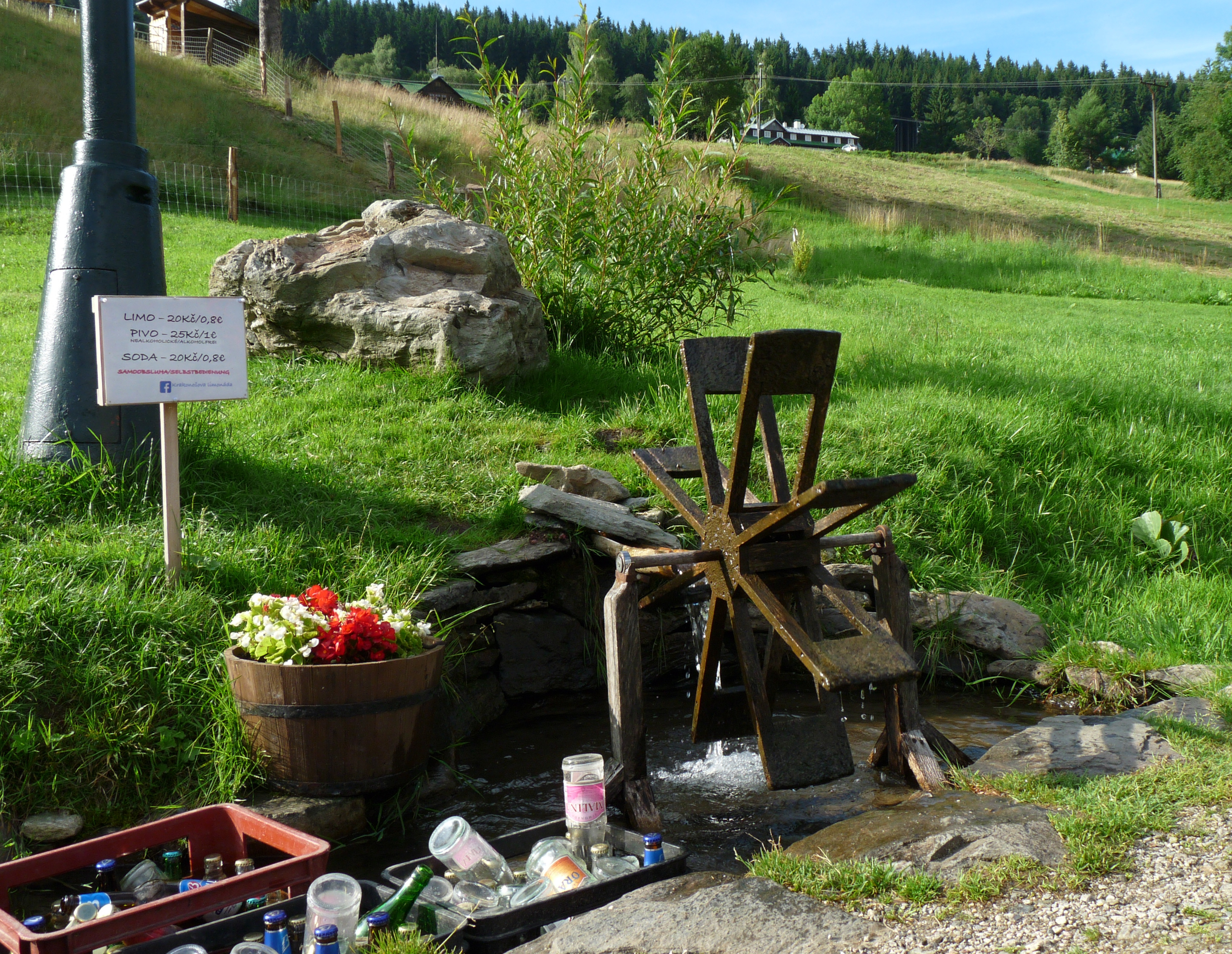
Vodní kolo
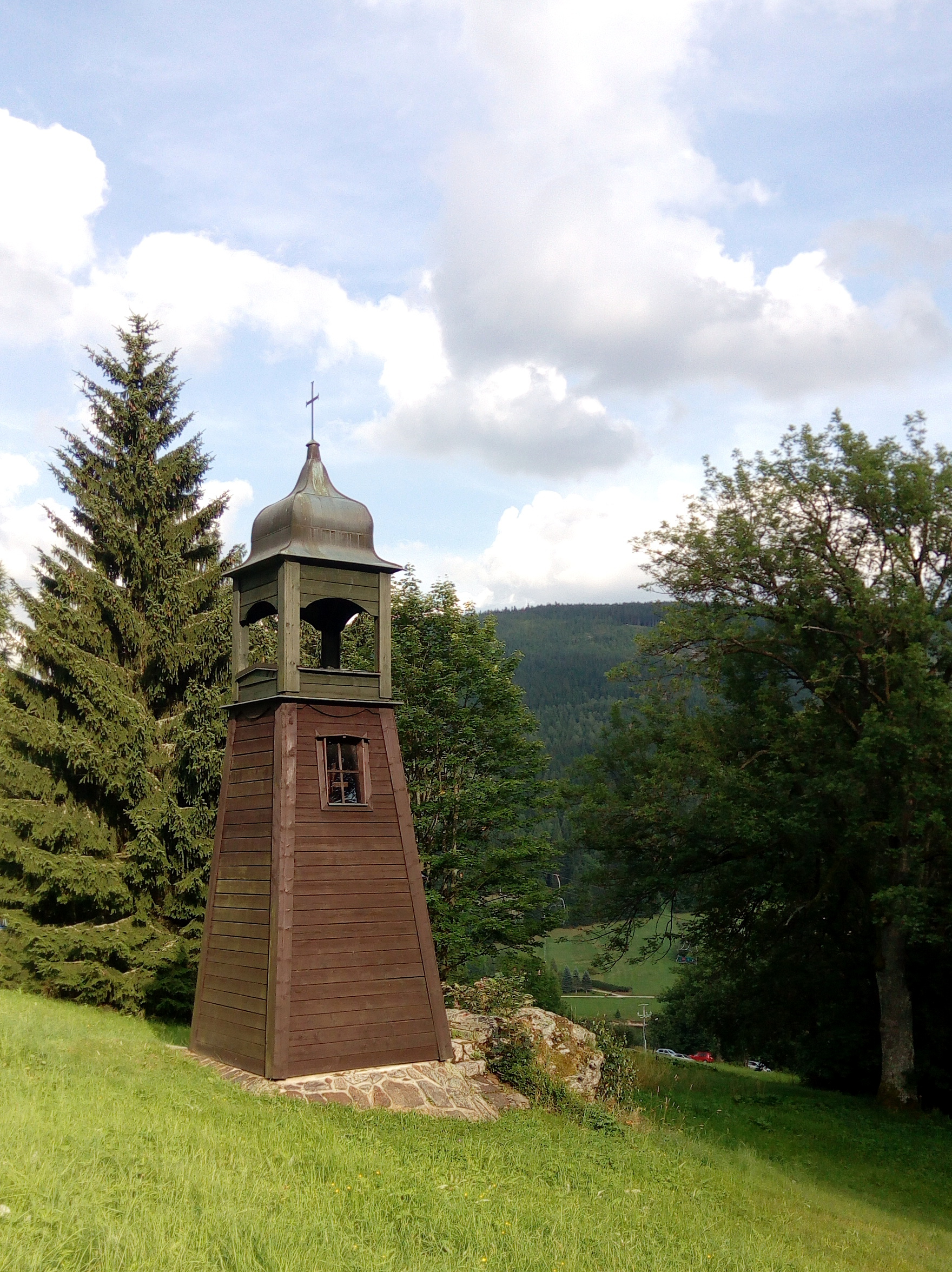
Zvonice na Labské
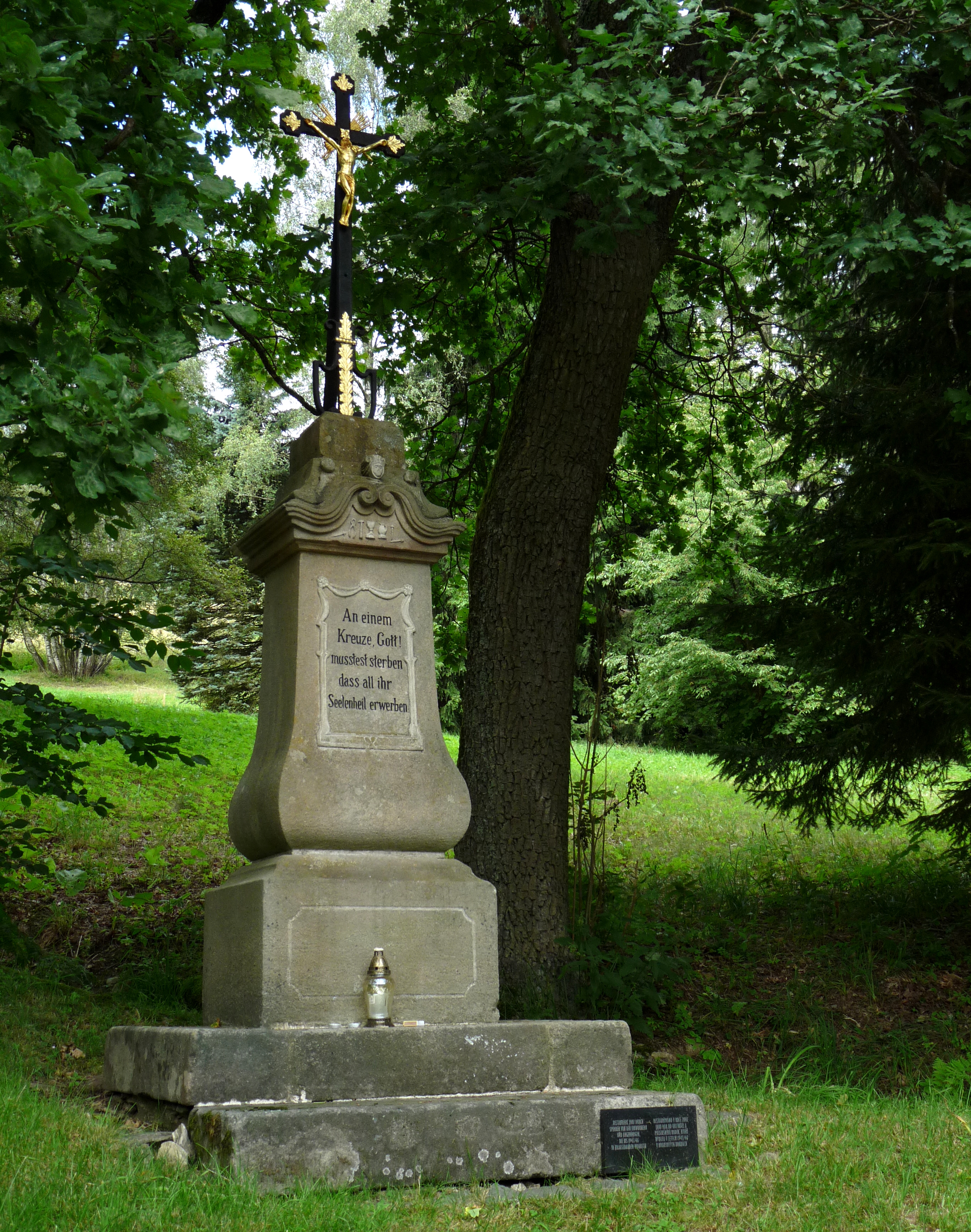
Křížek u cesty